# Segunda División B de España 2017-18

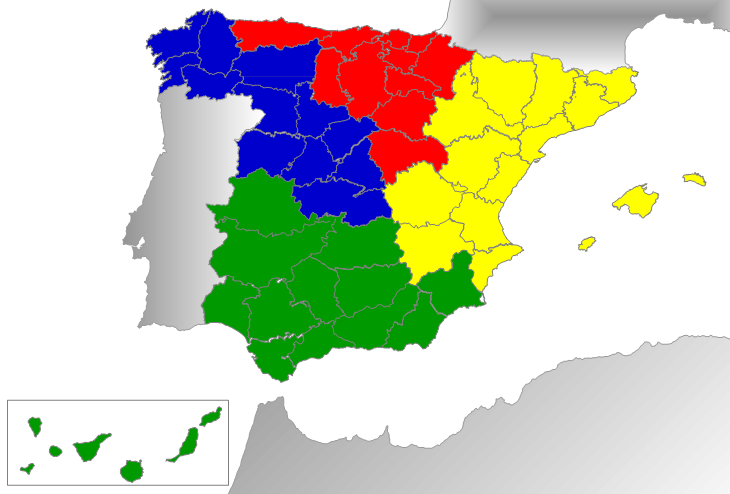
Distribución territorial de los equipos de Segunda B de la temporada 2017-18: en azul, el grupo I; en rojo, el grupo II; en amarillo, el grupo III, y en verde, el grupo IV.

La temporada 2017-18 de la Segunda División B de España de fútbol corresponde a la 41.ª edición del campeonato y se disputó entre el 19 de agosto de 2017 y el 13 de mayo de 2018 en su fase regular. Posteriormente se disputó la promoción de ascenso.

## Sistema de competición
Participan ochenta clubes de toda la geografía española, que se encuadran en cuatro grupos de veinte equipos con base en la propuesta que realiza la Comisión de Clubes de Segunda B y que ratifica la Asamblea de la Federación. Se enfrentan en cada grupo todos contra todos en dos ocasiones -una en campo propio y otra en campo contrario- durante un total de 38 jornadas. El orden de los encuentros se decide por sorteo antes de empezar la competición. La Real Federación Española de Fútbol es la responsable de designar a los árbitros de cada encuentro.
El ganador de un partido obtiene tres puntos, el perdedor no suma puntos, y en caso de un empate hay un punto para cada equipo. Al término del campeonato, los cuatro equipos que acumulan más puntos en cada grupo juegan la promoción de ascenso. Esta promoción tiene formato de eliminación directa a doble partido, los primeros clasificados se enfrentan entre sí en emparejamientos que se determinan por sorteo y los dos vencedores ascienden a Segunda División y juegan otra eliminatoria para decidir el campeón de Segunda División B. Los perdedores se unen al resto de eliminatorias que disputan segundos contra cuartos, y los terceros entre sí. Tras disputarse tres rondas eliminatorias los dos equipos vencedores ascienden igualmente a Segunda División.
Los cuatro últimos equipos clasificados de cada grupo descienden a Tercera División. Los decimosextos clasificados juegan la promoción por la permanencia que se disputa por eliminación directa a doble partido y los emparejamientos se determinan por sorteo. Los dos equipos derrotados pierden la categoría.

## Equipos de la temporada 2017-18
| Datos de ascensos y descensos | Datos de ascensos y descensos |
| --- | ----------------------------- |
| Elche C. F., R. C. D. Mallorca, C.D. Mirandés y UCAM Murcia C.F. descienden de Segunda División A. Albacete Balompié, F. C. Barcelona "B", Cultural Leonesa y Lorca F.C. ascienden a Segunda División A. Arandina C.F., Atlético Levante U.D., Atlético Mancha Real, Atlético Sanluqueño C.F., C.D. Eldense, R. C. D. Espanyol "B", Real Jaén C.F., La Roda C.F., C.E. L'Hospitalet, Linares Deportivo, C.D. Mensajero, U.D. Mutilvera, A.E. Prat, Sestao River Club, U.D. Socuéllamos C.F., U.D. Somozas y S.D. Zamudio descienden a Tercera División. También descienden el R. C. D. Mallorca B arrastrado por el descenso del primer equipo; y C.D. Boiro y C.F. Gavà por motivos económicos . El C.D. Palencia Balompié descendido a Tercera División, desciende a Regional por motivos económicos. Atlético de Madrid "B", C.D. Badajoz, Real Betis "B", R.Z. Deportivo Aragón, R.C. Deportivo de La Coruña "B", Écija Balompié, S.D. Formentera, Gimnástica Segoviana C.F., Las Palmas Atlético, C.F. Lorca Deportiva, U.E. Olot, Ontinyent C.F., Peña Sport F.C., Rápido de Bouzas, Sporting de Gijón "B", C.F. Talavera de la Reina, A.D. Unión Adarve y C.D. Vitoria ascienden a Segunda División B. También ascienden S.C.R. Peña Deportiva que ocupa la plaza del R. C. D. Mallorca "B", C.C.D. Cerceda que ocupa la plaza del C.D. Boiro, y el C.F. Peralada que ocupa la plaza del C.F. Gavà. |                               |

- Composición de los cuatro grupos de la Segunda División B confirmados en la Asamblea General de la Real Federación Española de Fútbol del 26 de julio de 2017.[5]

### Grupo I
En este grupo están los equipos de Galicia (7), Comunidad de Madrid (7), parte de Castilla y León (4) y Castilla-La Mancha (2).
| - R.C. Celta de Vigo "B" - C.C.D. Cerceda - Coruxo F.C. - R.C. Deportivo Fabril - Pontevedra C.F. - Racing Club de Ferrol - Rápido de Bouzas - Atlético de Madrid "B" - C.F. Fuenlabrada - C.D.A. Navalcarnero | - C.F. Rayo Majadahonda - Real Madrid Castilla - U.D. San Sebastián de los Reyes - A.D. Unión Adarve - Gimnástica Segoviana C.F. - C.D. Guijuelo - S.D. Ponferradina - Real Valladolid C.F. "B" - C.F. Talavera de la Reina - C.D. Toledo |

### Grupo II
En este grupo se encuentran los equipos de Asturias (3), Cantabria (1), País Vasco (9), parte de Castilla y León (2), Navarra (4) y La Rioja (1).
| - Caudal Deportivo - C.D. Lealtad de Villaviciosa - Sporting de Gijón "B" - Racing de Santander - S.D. Amorebieta - Arenas Club - Barakaldo C.F. - Bilbao Athletic - S.D. Gernika - S.D. Leioa | - Real Unión Club - Real Sociedad "B" - C.D. Vitoria - Burgos C.F. - C.D. Mirandés - Atlético Osasuna "B" - C.D. Izarra - Peña Sport F.C. - C.D. Tudelano - U.D. Logroñés |

### Grupo III
En este grupo están los equipos de Cataluña (7), Comunidad Valenciana (7), Islas Baleares (4) y Aragón (2).
| - C.F. Badalona - U.E. Cornellá - U.E. Llagostera - Club Lleida Esportiu - U.E. Olot - C.F. Peralada - C. E. Sabadell F. C. - C.D. Alcoyano - Atlético Saguntino - Elche C. F. | - Hércules de Alicante C.F. - Ontinyent C.F. - Valencia C. F. Mestalla - Villarreal C.F. "B" - C.D. Atlético Baleares - S.D. Formentera - R. C. D. Mallorca - S.C.R. Peña Deportiva - R.Z. Deportivo Aragón - C. D. Ebro |

### Grupo IV
En el último grupo se encuentran los equipos de Andalucía (9), Ciudad Autónoma de Melilla (1), Islas Canarias (1), Región de Murcia (5) y Extremadura (4).
| - Betis Deportivo - Córdoba C.F. "B" - Écija Balompié - C.D. El Ejido 2012 - Granada C.F. "B" - R.B. Linense - Marbella F.C. - R.C. Recreativo de Huelva - San Fernando C.D. - U.D. Melilla | - Las Palmas Atlético - F.C. Cartagena - F.C. Jumilla - C.F. Lorca Deportiva - Real Murcia C.F. - UCAM Murcia C.F. - C.D. Badajoz - Extremadura U.D. - A.D. Mérida - C.F. Villanovense |

## Resultados y clasificaciones

### Grupo I

#### Clasificación
| Pos. | Equipo                           | Pts. | PJ | G  | E  | P  | GF | GC | Dif. | Notas                                           |
| ---- | -------------------------------- | ---- | -- | -- | -- | -- | -- | -- | ---- | ----------------------------------------------- |
| 1    | C. F. Rayo Majadahonda (A)       | 70   | 38 | 20 | 10 | 8  | 60 | 35 | +25  | Acceso a Promoción de ascenso para campeones    |
| 2    | R. C. Deportivo Fabril           | 69   | 38 | 20 | 9  | 9  | 46 | 28 | +18  | Acceso a Promoción de ascenso para no campeones |
| 3    | C. F. Fuenlabrada                | 65   | 38 | 17 | 14 | 7  | 56 | 31 | +25  | Acceso a Promoción de ascenso para no campeones |
| 4    | R. C. Celta de Vigo "B"          | 63   | 38 | 18 | 9  | 11 | 44 | 32 | +12  | Acceso a Promoción de ascenso para no campeones |
| 5    | C. R. Bouzas                     | 61   | 38 | 15 | 16 | 7  | 39 | 28 | +11  |                                                 |
| 6    | C. D. A. Navalcarnero            | 61   | 38 | 18 | 7  | 13 | 44 | 40 | +4   |                                                 |
| 7    | C. F. Talavera de la Reina       | 56   | 38 | 15 | 11 | 12 | 40 | 46 | −6   |                                                 |
| 8    | Real Madrid Castilla C. F.       | 55   | 38 | 14 | 13 | 11 | 53 | 37 | +16  |                                                 |
| 9    | U. D. San Sebastián de los Reyes | 51   | 38 | 13 | 12 | 13 | 45 | 46 | −1   |                                                 |
| 10   | Atlético de Madrid "B"           | 51   | 38 | 12 | 15 | 11 | 43 | 46 | −3   |                                                 |
| 11   | A. D. Unión Adarve               | 51   | 38 | 13 | 12 | 13 | 43 | 46 | −3   |                                                 |
| 12   | S. D. Ponferradina               | 48   | 38 | 12 | 12 | 14 | 53 | 50 | +3   |                                                 |
| 13   | C D. Guijuelo                    | 45   | 38 | 10 | 15 | 13 | 34 | 34 | 0    |                                                 |
| 14   | Pontevedra C. F.                 | 45   | 38 | 11 | 12 | 15 | 45 | 46 | −1   |                                                 |
| 15   | Real Valladolid C. F. "B"        | 44   | 38 | 10 | 14 | 14 | 41 | 48 | −7   |                                                 |
| 16   | Coruxo F. C.                     | 43   | 38 | 12 | 7  | 19 | 37 | 57 | −20  | Acceso a Promoción de permanencia               |
| 17   | C. D. Toledo (D)                 | 41   | 38 | 10 | 11 | 17 | 45 | 50 | −5   | Descenso a Tercera División                     |
| 18   | R. C. Ferrol (D)                 | 40   | 38 | 9  | 13 | 16 | 38 | 53 | −15  | Descenso a Tercera División                     |
| 19   | Gimnástica Segoviana C. F. (D)   | 39   | 38 | 9  | 12 | 17 | 33 | 50 | −17  | Descenso a Tercera División                     |
| 20   | C. C. D. Cerceda (D)             | 25   | 38 | 5  | 10 | 23 | 26 | 62 | −36  | Descenso a Tercera División                     |

 Fuente: BDFutbol
Criterios de clasificación: Puntos · Enfrentamientos directos · Diferencia de goles · Goles a favor · Puntos fair-play · Play-off.

#### Evolución de la clasificación
| Equipo / Jornada | 1  | 2  | 3  | 4  | 5  | 6  | 7  | 8  | 9  | 10 | 11 | 12 | 13 | 14 | 15 | 16 | 17 | 18 | 19 | 20 | 21 | 22 | 23 | 24 | 25 | 26 | 27 | 28 | 29 | 30 | 31 | 32 | 33 | 34 | 35 | 36 | 37 | 38 |
| Equipo / Jornada |    |    |    |    |    |    |    |    |    |    |    |    |    |    |    |    |    |    |    |    |    |    |    |    |    |    |    |    |    |    |    |    |    |    |    |    |    |    |
| ---------------- | -- | -- | -- | -- | -- | -- | -- | -- | -- | -- | -- | -- | -- | -- | -- | -- | -- | -- | -- | -- | -- | -- | -- | -- | -- | -- | -- | -- | -- | -- | -- | -- | -- | -- | -- | -- | -- | -- |
| R.Majadahonda    | 4  | 1  | 6  | 10 | 13 | 10 | 7  | 6  | 5  | 5  | 4  | 5  | 3  | 4  | 4  | 3  | 3  | 3  | 3  | 2  | 2  | 2  | 2  | 3  | 2  | 2  | 2  | 2  | 1  | 2  | 1  | 1  | 1  | 2  | 1  | 1  | 1  | 1  |
| Fabril           | 5  | 9  | 11 | 7  | 5  | 2  | 1  | 1  | 1  | 1  | 1  | 2  | 2  | 2  | 2  | 2  | 2  | 2  | 2  | 3  | 3  | 3  | 3  | 2  | 4  | 3  | 3  | 5  | 4  | 3  | 2  | 3  | 2  | 1  | 2  | 2  | 2  | 2  |
| Fuenlabrada      | 15 | 10 | 10 | 8  | 4  | 3  | 3  | 3  | 2  | 2  | 2  | 1  | 1  | 1  | 1  | 1  | 1  | 1  | 1  | 1  | 1  | 1  | 1  | 1  | 1  | 1  | 1  | 1  | 2  | 1  | 3  | 2  | 3  | 3  | 3  | 3  | 3  | 3  |
| Celta "B"        | 3  | 6  | 3  | 5  | 2  | 1  | 2  | 2  | 4  | 3  | 3  | 3  | 4  | 3  | 3  | 4  | 5  | 4  | 4  | 4  | 6  | 7  | 8  | 8  | 9  | 8  | 10 | 8  | 9  | 7  | 6  | 6  | 6  | 5  | 4  | 4  | 5  | 4  |
| R.Bouzas         | 6  | 3  | 1  | 2  | 3  | 7  | 8  | 7  | 6  | 6  | 5  | 6  | 6  | 6  | 7  | 6  | 6  | 6  | 5  | 5  | 4  | 4  | 4  | 4  | 3  | 4  | 4  | 3  | 3  | 4  | 4  | 5  | 5  | 4  | 5  | 5  | 4  | 5  |
| Navalcarnero     | 7  | 4  | 5  | 9  | 7  | 4  | 4  | 4  | 3  | 4  | 6  | 4  | 5  | 5  | 5  | 5  | 4  | 5  | 6  | 6  | 5  | 5  | 6  | 5  | 5  | 5  | 5  | 4  | 5  | 5  | 5  | 4  | 4  | 6  | 6  | 6  | 6  | 6  |
| Talavera         | 10 | 14 | 14 | 16 | 17 | 18 | 19 | 18 | 19 | 17 | 14 | 15 | 10 | 11 | 11 | 12 | 9  | 10 | 9  | 10 | 10 | 9  | 9  | 7  | 7  | 7  | 7  | 7  | 7  | 8  | 8  | 9  | 8  | 9  | 7  | 7  | 7  | 7  |
| R.M. Castilla    | 13 | 8  | 9  | 13 | 11 | 12 | 13 | 14 | 15 | 15 | 16 | 14 | 9  | 9  | 9  | 9  | 10 | 7  | 7  | 9  | 8  | 8  | 7  | 9  | 10 | 10 | 8  | 10 | 10 | 11 | 11 | 12 | 10 | 10 | 10 | 10 | 8  | 8  |
| S.S. Reyes       | 2  | 2  | 4  | 1  | 6  | 9  | 10 | 8  | 7  | 7  | 7  | 7  | 7  | 8  | 6  | 7  | 7  | 8  | 10 | 8  | 9  | 11 | 10 | 10 | 8  | 9  | 9  | 11 | 8  | 9  | 9  | 8  | 9  | 7  | 8  | 8  | 9  | 9  |
| At.Madrid "B"    | 1  | 5  | 2  | 4  | 8  | 5  | 6  | 9  | 10 | 9  | 9  | 9  | 8  | 7  | 8  | 8  | 8  | 9  | 8  | 7  | 7  | 6  | 5  | 6  | 6  | 6  | 6  | 6  | 6  | 6  | 7  | 7  | 7  | 8  | 9  | 9  | 10 | 10 |
| U.Adarve         | 11 | 12 | 15 | 15 | 16 | 15 | 15 | 15 | 13 | 12 | 12 | 8  | 12 | 10 | 10 | 11 | 12 | 11 | 11 | 11 | 12 | 12 | 12 | 12 | 12 | 12 | 12 | 12 | 12 | 10 | 10 | 11 | 12 | 11 | 11 | 11 | 11 | 11 |
| Ponferradina     | 20 | 16 | 16 | 12 | 14 | 14 | 16 | 16 | 16 | 19 | 18 | 18 | 16 | 18 | 18 | 19 | 17 | 16 | 13 | 14 | 14 | 13 | 13 | 13 | 13 | 13 | 13 | 13 | 13 | 13 | 12 | 10 | 11 | 12 | 12 | 12 | 12 | 12 |
| Guijuelo         | 18 | 19 | 17 | 19 | 15 | 17 | 17 | 17 | 17 | 16 | 17 | 17 | 18 | 15 | 15 | 15 | 14 | 13 | 12 | 12 | 11 | 10 | 11 | 11 | 11 | 11 | 11 | 9  | 11 | 12 | 13 | 13 | 13 | 13 | 13 | 13 | 13 | 13 |
| Pontevedra       | 14 | 18 | 20 | 17 | 18 | 16 | 14 | 11 | 12 | 10 | 11 | 11 | 14 | 14 | 14 | 13 | 15 | 15 | 16 | 16 | 16 | 14 | 16 | 14 | 15 | 15 | 16 | c  | 17 | 17 | 17 | 17 | 15 | 15 | 14 | 14 | 15 | 14 |
| Valladolid "B"   | 12 | 17 | 19 | 20 | 20 | 19 | 20 | 20 | 20 | 20 | 20 | 20 | 20 | 20 | 20 | 20 | 20 | 20 | 20 | 20 | 18 | 18 | 19 | 19 | 19 | 18 | 18 | 18 | 15 | 15 | 15 | 15 | 14 | 14 | 16 | 15 | 14 | 15 |
| Coruxo           | 16 | 20 | 12 | 11 | 9  | 11 | 11 | 12 | 9  | 13 | 10 | 13 | 15 | 17 | 12 | 10 | 11 | 12 | 14 | 13 | 13 | 15 | 14 | 15 | 14 | 14 | 15 | 15 | 14 | 14 | 14 | 14 | 16 | 16 | 15 | 16 | 17 | 16 |
| Toledo           | 9  | 13 | 13 | 14 | 12 | 13 | 12 | 13 | 14 | 14 | 15 | 16 | 17 | 13 | 13 | 14 | 13 | 14 | 15 | 15 | 15 | 17 | 15 | 16 | 16 | 16 | 14 | 14 | 16 | 16 | 16 | 16 | 18 | 19 | 19 | 19 | 16 | 17 |
| R.Ferrol         | 8  | 7  | 8  | 6  | 10 | 8  | 9  | 10 | 11 | 11 | 13 | 12 | 13 | 16 | 17 | 16 | 18 | 18 | 18 | 17 | 17 | 16 | 18 | 18 | 18 | 19 | 19 | 19 | 19 | 19 | 18 | 18 | 17 | 17 | 17 | 17 | 18 | 18 |
| Gim.Segoviana    | 19 | 15 | 18 | 18 | 19 | 20 | 18 | 19 | 18 | 18 | 19 | 19 | 19 | 19 | 19 | 17 | 16 | 17 | 17 | 18 | 19 | 19 | 17 | 17 | 17 | 17 | 17 | 17 | 18 | 18 | 19 | 19 | 19 | 18 | 18 | 18 | 19 | 19 |
| Cerceda          | 17 | 11 | 7  | 3  | 1  | 6  | 5  | 5  | 8  | 8  | 8  | 10 | 11 | 12 | 16 | 18 | 19 | 19 | 19 | 19 | 20 | 20 | 20 | 20 | 20 | 20 | 20 | 20 | 20 | 20 | 20 | 20 | 20 | 20 | 20 | 20 | 20 | 20 |

#### Resultados
| Local \ Visitante               | AtM | Cel | Cer | Cor | Fab | Fue | Gim | Gui | MaC | Nav | Pof | Pot | Rac | Rap | Ray | San | Tal | Tol | UnA | Val |
| ------------------------------- | --- | --- | --- | --- | --- | --- | --- | --- | --- | --- | --- | --- | --- | --- | --- | --- | --- | --- | --- | --- |
| Atlético de Madrid "B"          | —   | 1–1 | 3–0 | 3–0 | 1–4 | 0–2 | 3–1 | 1–1 | 0–0 | 0–1 | 2–1 | 0–2 | 2–2 | 1–1 | 0–0 | 1–0 | 2–2 | 1–2 | 2–1 | 2–1 |
| R.C. Celta de Vigo "B"          | 0–1 | —   | 3–0 | 0–0 | 0–0 | 2–1 | 2–2 | 4–1 | 1–4 | 1–0 | 1–0 | 2–1 | 1–0 | 2–1 | 3–0 | 1–0 | 1–1 | 1–0 | 3–1 | 0–0 |
| C.C.D. Cerceda                  | 1–1 | 0–0 | —   | 1–2 | 2–3 | 1–1 | 0–1 | 0–4 | 0–2 | 0–1 | 1–1 | 1–0 | 1–1 | 0–0 | 1–1 | 0–3 | 0–2 | 1–1 | 1–0 | 0–3 |
| Coruxo F.C.                     | 1–2 | 0–1 | 3–2 | —   | 1–0 | 0–2 | 1–1 | 1–0 | 0–3 | 1–3 | 1–0 | 1–1 | 3–3 | 1–0 | 1–2 | 2–2 | 0–0 | 0–1 | 1–0 | 1–0 |
| R.C. Deportivo Fabril           | 3–0 | 1–3 | 1–0 | 3–1 | —   | 1–2 | 0–0 | 0–0 | 3–0 | 1–0 | 2–0 | 1–0 | 1–1 | 0–0 | 1–0 | 0–1 | 3–0 | 2–0 | 2–1 | 1–0 |
| C.F. Fuenlabrada                | 1–1 | 2–0 | 1–0 | 7–0 | 1–2 | —   | 1–1 | 1–0 | 0–0 | 2–2 | 0–3 | 2–0 | 4–0 | 0–0 | 0–0 | 2–1 | 6–0 | 0–2 | 1–1 | 0–0 |
| Gimnástica Segoviana C.F.       | 0–2 | 0–0 | 1–2 | 0–2 | 1–0 | 1–2 | —   | 2–1 | 2–0 | 1–0 | 0–0 | 3–0 | 1–1 | 1–2 | 0–0 | 2–0 | 2–0 | 0–0 | 1–2 | 0–1 |
| C.D. Guijuelo                   | 0–0 | 1–0 | 0–1 | 2–0 | 0–1 | 0–2 | 0–0 | —   | 1–1 | 0–1 | 1–0 | 3–3 | 0–1 | 0–0 | 0–0 | 1–1 | 0–0 | 2–1 | 3–1 | 2–1 |
| Real Madrid Castilla            | 1–1 | 0–1 | 4–2 | 2–0 | 2–0 | 1–1 | 0–0 | 0–0 | —   | 2–3 | 1–1 | 3–0 | 3–0 | 3–0 | 1–2 | 0–0 | 2–0 | 1–1 | 1–1 | 4–1 |
| C.D.A. Navalcarnero             | 1–1 | 2–0 | 2–1 | 1–0 | 1–2 | 1–0 | 2–1 | 2–2 | 2–1 | —   | 0–0 | 0–2 | 1–0 | 0–1 | 0–2 | 2–4 | 4–0 | 2–1 | 0–1 | 1–0 |
| S.D. Ponferradina               | 1–1 | 1–2 | 2–1 | 2–1 | 0–1 | 2–1 | 4–0 | 3–0 | 3–2 | 2–3 | —   | 1–0 | 0–0 | 2–2 | 4–0 | 1–3 | 2–2 | 1–4 | 4–0 | 1–1 |
| Pontevedra C.F.                 | 0–1 | 1–1 | 2–0 | 2–1 | 2–2 | 3–1 | 0–0 | 1–1 | 2–0 | 1–1 | 2–2 | —   | 3–0 | 1–2 | 0–3 | 3–0 | 4–0 | 3–3 | 0–0 | 1–1 |
| Racing de Ferrol                | 3–0 | 0–3 | 0–0 | 1–0 | 1–1 | 0–1 | 2–0 | 0–2 | 1–3 | 0–1 | 2–1 | 1–2 | —   | 1–0 | 3–3 | 4–1 | 0–3 | 1–0 | 1–2 | 2–2 |
| Rápido de Bouzas                | 1–1 | 2–1 | 1–1 | 2–0 | 0–2 | 1–2 | 2–1 | 1–0 | 0–0 | 0–0 | 4–1 | 2–0 | 1–1 | —   | 1–0 | 0–0 | 1–1 | 1–0 | 1–0 | 1–1 |
| C.F. Rayo Majadahonda           | 2–0 | 2–0 | 2–1 | 1–2 | 0–1 | 0–0 | 4–2 | 1–1 | 3–1 | 2–1 | 1–1 | 2–0 | 2–1 | 1–0 | —   | 3–1 | 0–0 | 3–0 | 3–1 | 6–2 |
| U.D. San Sebastián de los Reyes | 3–2 | 1–0 | 3–0 | 2–4 | 0–0 | 1–1 | 0–2 | 0–2 | 1–1 | 4–1 | 2–0 | 1–0 | 0–0 | 0–1 | 1–3 | —   | 0–0 | 1–1 | 2–2 | 1–1 |
| C.F. Talavera de la Reina       | 2–0 | 3–0 | 1–0 | 1–1 | 2–0 | 0–1 | 3–0 | 1–0 | 2–1 | 1–0 | 2–0 | 2–1 | 0–1 | 0–2 | 0–3 | 2–1 | —   | 1–1 | 2–0 | 2–1 |
| C.D. Toledo                     | 1–0 | 1–0 | 2–3 | 1–0 | 0–0 | 3–4 | 6–1 | 1–1 | 0–1 | 1–2 | 1–2 | 1–0 | 2–1 | 1–3 | 1–2 | 0–1 | 2–2 | —   | 1–3 | 0–0 |
| A.D. Unión Adarve               | 2–2 | 1–0 | 3–1 | 1–0 | 3–0 | 1–1 | 3–1 | 0–2 | 1–0 | 0–0 | 3–4 | 0–0 | 1–1 | 1–1 | 1–0 | 0–1 | 1–0 | 2–1 | —   | 1–1 |
| Real Valladolid C.F. "B"        | 1–2 | 0–3 | 1–0 | 2–4 | 2–1 | 0–0 | 2–1 | 1–0 | 1–2 | 2–0 | 0–0 | 1–2 | 2–1 | 1–1 | 2–1 | 1–2 | 3–0 | 1–1 | 1–1 | —   |

### Grupo II

#### Clasificación
| Pos. | Equipo                            | Pts. | PJ | G  | E  | P  | GF | GC | Dif. | Clasificación                                   |
| ---- | --------------------------------- | ---- | -- | -- | -- | -- | -- | -- | ---- | ----------------------------------------------- |
| 1    | C. D. Mirandés                    | 76   | 38 | 23 | 7  | 8  | 53 | 33 | +20  | Acceso a Promoción de ascenso para campeones    |
| 2    | Sporting de Gijón "B"             | 75   | 38 | 22 | 9  | 7  | 61 | 36 | +25  | Acceso a Promoción de ascenso para no campeones |
| 3    | Real Sociedad "B"                 | 74   | 38 | 22 | 8  | 8  | 49 | 24 | +25  | Acceso a Promoción de ascenso para no campeones |
| 4    | Bilbao Athletic                   | 73   | 38 | 21 | 10 | 7  | 67 | 27 | +40  | Acceso a Promoción de ascenso para no campeones |
| 5    | Racing de Santander               | 68   | 38 | 20 | 8  | 10 | 44 | 33 | +11  |                                                 |
| 6    | Barakaldo C. F.                   | 63   | 38 | 16 | 15 | 7  | 50 | 28 | +22  |                                                 |
| 7    | U. D. Logroñés                    | 61   | 38 | 17 | 10 | 11 | 55 | 35 | +20  |                                                 |
| 8    | S. D. Gernika                     | 59   | 38 | 16 | 11 | 11 | 46 | 41 | +5   |                                                 |
| 9    | C. D. Tudelano                    | 53   | 38 | 13 | 14 | 11 | 38 | 32 | +6   |                                                 |
| 10   | S. D. Leioa                       | 51   | 38 | 13 | 12 | 13 | 47 | 42 | +5   |                                                 |
| 11   | Burgos C. F.                      | 51   | 38 | 12 | 15 | 11 | 28 | 28 | 0    |                                                 |
| 12   | Arenas Club                       | 46   | 38 | 9  | 19 | 10 | 46 | 43 | +3   |                                                 |
| 13   | Real Unión Club                   | 46   | 38 | 12 | 10 | 16 | 32 | 46 | −14  |                                                 |
| 14   | S. D. Amorebieta                  | 44   | 38 | 10 | 14 | 14 | 44 | 46 | −2   |                                                 |
| 15   | C. D. Vitoria                     | 43   | 38 | 10 | 13 | 15 | 40 | 44 | −4   |                                                 |
| 16   | C. D. Izarra                      | 39   | 38 | 10 | 9  | 19 | 32 | 58 | −26  | Acceso a Promoción de permanencia               |
| 17   | Peña Sport F. C. (D)              | 35   | 38 | 8  | 11 | 19 | 33 | 62 | −29  | Descenso a Tercera División                     |
| 18   | C. D. Lealtad de Villaviciosa (D) | 28   | 38 | 6  | 10 | 22 | 26 | 60 | −34  | Descenso a Tercera División                     |
| 19   | C. A. Osasuna "B" (D)             | 24   | 38 | 5  | 9  | 24 | 25 | 63 | −38  | Descenso a Tercera División                     |
| 20   | Caudal Deportivo (D)              | 19   | 38 | 3  | 10 | 25 | 19 | 54 | −35  | Descenso a Tercera División                     |

 Fuente: BDFutbol
Criterios de clasificación: Puntos · Enfrentamientos directos · Diferencia de goles · Goles a favor · Play-off

#### Evolución de la clasificación
| Equipo / Jornada | 1  | 2  | 3  | 4  | 5  | 6  | 7  | 8  | 9  | 10 | 11 | 12 | 13 | 14 | 15 | 16 | 17 | 18 | 19 | 20 | 21 | 22 | 23 | 24 | 25 | 26 | 27 | 28 | 29 | 30 | 31 | 32 | 33 | 34 | 35 | 36 | 37 | 38 |
| Equipo / Jornada |    |    |    |    |    |    |    |    |    |    |    |    |    |    |    |    |    |    |    |    |    |    |    |    |    |    |    |    |    |    |    |    |    |    |    |    |    |    |
| ---------------- | -- | -- | -- | -- | -- | -- | -- | -- | -- | -- | -- | -- | -- | -- | -- | -- | -- | -- | -- | -- | -- | -- | -- | -- | -- | -- | -- | -- | -- | -- | -- | -- | -- | -- | -- | -- | -- | -- |
| Mirandés         | 12 | 6  | 3  | 2  | 1  | 3  | 1  | 1  | 1  | 1  | 1  | 1  | 1  | 1  | 1  | 1  | 1  | 1  | 1  | 1  | 2  | 2  | 2  | 2  | 2  | 2  | 2  | 2  | 2  | 2  | 2  | 2  | 2  | 2  | 2  | 1  | 1  | 1  |
| Sporting "B"     | 6  | 11 | 6  | 4  | 3  | 2  | 3  | 2  | 2  | 2  | 2  | 2  | 2  | 2  | 3  | 2  | 2  | 2  | 2  | 2  | 1  | 1  | 1  | 1  | 1  | 1  | 1  | 1  | 1  | 1  | 1  | 1  | 1  | 1  | 1  | 2  | 2  | 2  |
| R.Sociedad "B"   | 1  | 8  | 13 | 7  | 6  | 10 | 9  | 7  | 5  | 5  | 5  | 6  | 5  | 4  | 6  | 5  | 4  | 4  | 5  | 4  | 5  | 4  | 5  | 4  | 5  | 4  | 3  | 4  | 3  | 3  | 3  | 3  | 3  | 3  | 3  | 3  | 3  | 3  |
| Bilbao Ath.      | 13 | 7  | 4  | 6  | 9  | 8  | 8  | 10 | 10 | 10 | 11 | 10 | 11 | 10 | 9  | 8  | 7  | 6  | 4  | 6  | 4  | 6  | 4  | 8  | 6  | 7  | 5  | 7  | 5  | 5  | 6  | 6  | 5  | 5  | 5  | 5  | 4  | 4  |
| R.Santander      | 7  | 2  | 5  | 9  | 7  | 4  | 4  | 4  | 4  | 3  | 4  | 3  | 3  | 3  | 2  | 3  | 3  | 3  | 3  | 3  | 3  | 3  | 3  | 3  | 3  | 3  | 4  | 3  | 4  | 4  | 4  | 4  | 4  | 4  | 4  | 4  | 5  | 5  |
| Barakaldo        | 2  | 5  | 8  | 12 | 10 | 9  | 6  | 9  | 7  | 7  | 6  | 8  | 8  | 8  | 11 | 11 | 10 | 10 | 9  | 7  | 8  | 9  | 9  | 9  | 9  | 9  | 9  | 10 | 8  | 8  | 8  | 8  | 8  | 7  | 6  | 7  | 6  | 6  |
| Logroñés         | 3  | 1  | 2  | 1  | 4  | 7  | 10 | 8  | 9  | 9  | 8  | 9  | 9  | 6  | 8  | 9  | 9  | 9  | 8  | 5  | 7  | 7  | 6  | 5  | 4  | 5  | 6  | 5  | 6  | 7  | 7  | 7  | 6  | 6  | 7  | 8  | 8  | 7  |
| Gernika          | 15 | 19 | 15 | 10 | 11 | 11 | 13 | 11 | 13 | 12 | 12 | 11 | 7  | 9  | 7  | 6  | 6  | 5  | 6  | 10 | 10 | 8  | 8  | 6  | 8  | 8  | 7  | 6  | 7  | 6  | 5  | 5  | 7  | 8  | 8  | 6  | 7  | 8  |
| Tudelano         | 11 | 13 | 9  | 8  | 5  | 6  | 7  | 6  | 8  | 8  | 7  | 4  | 6  | 7  | 5  | 7  | 8  | 8  | 10 | 8  | 9  | 10 | 10 | 7  | 7  | 6  | 8  | 8  | 10 | 9  | 9  | 9  | 9  | 9  | 9  | 9  | 9  | 9  |
| Leioa            | 9  | 12 | 16 | 11 | 13 | 16 | 12 | 13 | 15 | 16 | 13 | 13 | 13 | 12 | 10 | 10 | 11 | 12 | 12 | 12 | 12 | 12 | 11 | 11 | 11 | 10 | 10 | 9  | 9  | 10 | 10 | 10 | 10 | 10 | 11 | 11 | 11 | 10 |
| Burgos           | 5  | 3  | 1  | 3  | 2  | 1  | 2  | 3  | 3  | 4  | 3  | 5  | 4  | 5  | 4  | 4  | 5  | 7  | 7  | 9  | 6  | 5  | 7  | 10 | 10 | 11 | 11 | 11 | 11 | 11 | 11 | 11 | 11 | 11 | 10 | 10 | 10 | 11 |
| Arenas           | 17 | 10 | 10 | 13 | 12 | 13 | 15 | 14 | 11 | 11 | 10 | 12 | 12 | 13 | 13 | 13 | 14 | 14 | 14 | 13 | 13 | 13 | 14 | 13 | 13 | 14 | 14 | 14 | 14 | 12 | 12 | 12 | 12 | 12 | 12 | 12 | 12 | 12 |
| Real Unión       | 8  | 4  | 7  | 5  | 8  | 5  | 5  | 5  | 6  | 6  | 9  | 7  | 10 | 11 | 12 | 12 | 15 | 15 | 16 | 15 | 16 | 15 | 13 | 14 | 14 | 12 | 12 | 12 | 12 | 13 | 14 | 14 | 14 | 13 | 13 | 14 | 14 | 13 |
| Amorebieta       | 14 | 14 | 17 | 18 | 18 | 18 | 18 | 18 | 19 | 19 | 18 | 18 | 15 | 15 | 14 | 14 | 12 | 11 | 11 | 11 | 11 | 11 | 12 | 12 | 12 | 13 | 13 | 13 | 13 | 14 | 13 | 13 | 13 | 14 | 14 | 13 | 13 | 14 |
| Vitoria          | 10 | 16 | 12 | 15 | 14 | 14 | 17 | 17 | 17 | 14 | 15 | 16 | 17 | 17 | 17 | 18 | 16 | 16 | 15 | 16 | 15 | 16 | 16 | 16 | 16 | 16 | 16 | 16 | 16 | 15 | 15 | 15 | 15 | 15 | 15 | 15 | 15 | 15 |
| Izarra           | 19 | 20 | 18 | 19 | 19 | 19 | 19 | 19 | 16 | 17 | 17 | 14 | 16 | 14 | 15 | 15 | 13 | 13 | 13 | 14 | 14 | 14 | 15 | 15 | 15 | 15 | 15 | 15 | 15 | 16 | 16 | 16 | 16 | 16 | 16 | 16 | 16 | 16 |
| Peña Sport       | 18 | 18 | 20 | 20 | 20 | 20 | 20 | 20 | 20 | 20 | 20 | 20 | 20 | 20 | 20 | 20 | 20 | 19 | 19 | 19 | 18 | 18 | 19 | 19 | 19 | 19 | 18 | 18 | 19 | 19 | 19 | 17 | 17 | 17 | 17 | 17 | 17 | 17 |
| Lealtad          | 4  | 9  | 14 | 16 | 16 | 17 | 14 | 15 | 12 | 13 | 14 | 15 | 18 | 18 | 18 | 16 | 17 | 18 | 18 | 17 | 17 | 17 | 17 | 18 | 17 | 17 | 17 | 17 | 18 | 18 | 18 | 18 | 18 | 18 | 18 | 18 | 18 | 18 |
| At.Osasuna "B"   | 20 | 17 | 19 | 17 | 17 | 15 | 16 | 16 | 18 | 15 | 16 | 17 | 14 | 16 | 16 | 17 | 18 | 17 | 17 | 18 | 19 | 19 | 18 | 17 | 18 | 18 | 19 | 19 | 17 | 17 | 17 | 19 | 19 | 19 | 19 | 19 | 19 | 19 |
| Caudal           | 16 | 15 | 11 | 14 | 15 | 12 | 11 | 12 | 14 | 18 | 19 | 19 | 19 | 19 | 19 | 19 | 19 | 20 | 20 | 20 | 20 | 20 | 20 | 20 | 20 | 20 | 20 | 20 | 20 | 20 | 20 | 20 | 20 | 20 | 20 | 20 | 20 | 20 |

#### Resultados
| Local \ Visitante            | Amo | Are | AtO | Bar | Bil | Bur | Cau | Ger | Iza | Lea | Lei | Log | Mir | Peñ | Rac | RSo | RUn | Spo | Tud | Vit |
| ---------------------------- | --- | --- | --- | --- | --- | --- | --- | --- | --- | --- | --- | --- | --- | --- | --- | --- | --- | --- | --- | --- |
| S.D. Amorebieta              | —   | 3–1 | 3–1 | 2–2 | 0–3 | 1–0 | 0–4 | 1–2 | 5–0 | 1–2 | 3–2 | 1–3 | 0–1 | 4–1 | 1–0 | 2–3 | 0–0 | 3–0 | 1–2 | 2–0 |
| Arenas Club                  | 1–1 | —   | 3–0 | 1–1 | 2–2 | 0–0 | 2–1 | 0–0 | 1–1 | 3–1 | 1–1 | 0–0 | 1–1 | 1–0 | 3–1 | 0–0 | 1–1 | 0–1 | 1–2 | 3–2 |
| Atlético Osasuna "B"         | 1–1 | 1–1 | —   | 0–1 | 0–3 | 0–1 | 0–0 | 2–4 | 0–1 | 3–2 | 2–1 | 0–0 | 1–0 | 0–0 | 1–2 | 0–3 | 1–0 | 0–1 | 1–1 | 1–2 |
| Barakaldo C.F.               | 1–1 | 0–0 | 3–0 | —   | 1–1 | 2–2 | 2–1 | 2–0 | 5–0 | 4–0 | 3–0 | 0–0 | 1–0 | 2–0 | 2–0 | 2–0 | 2–0 | 2–1 | 1–1 | 1–1 |
| Bilbao Athletic              | 1–1 | 1–0 | 2–0 | 1–0 | —   | 3–1 | 2–0 | 0–0 | 6–1 | 8–0 | 1–0 | 1–2 | 2–1 | 4–1 | 3–0 | 2–0 | 4–0 | 1–1 | 2–0 | 1–0 |
| Burgos C.F.                  | 0–0 | 1–0 | 1–0 | 0–0 | 1–1 | —   | 1–0 | 0–0 | 2–0 | 2–1 | 1–1 | 1–0 | 1–1 | 3–0 | 1–1 | 0–0 | 0–0 | 1–1 | 0–1 | 1–0 |
| Caudal Deportivo             | 0–0 | 0–2 | 0–0 | 0–1 | 1–2 | 0–0 | —   | 0–0 | 1–1 | 1–0 | 0–0 | 0–3 | 1–3 | 0–2 | 0–2 | 0–0 | 0–0 | 0–1 | 0–2 | 1–1 |
| S.D. Gernika                 | 0–0 | 2–1 | 3–1 | 0–0 | 3–0 | 1–0 | 2–0 | —   | 2–0 | 1–0 | 2–2 | 0–1 | 1–1 | 3–1 | 1–3 | 0–4 | 1–0 | 3–5 | 1–1 | 2–2 |
| C.D. Izarra                  | 2–0 | 2–2 | 3–0 | 1–0 | 2–2 | 2–1 | 1–0 | 0–1 | —   | 1–1 | 0–0 | 0–2 | 0–1 | 0–1 | 0–0 | 0–3 | 2–0 | 1–0 | 1–2 | 0–1 |
| C.D. Lealtad de Villaviciosa | 0–0 | 2–2 | 2–2 | 0–1 | 0–1 | 0–1 | 2–1 | 0–0 | 1–0 | —   | 0–3 | 2–1 | 0–1 | 1–1 | 1–2 | 0–1 | 1–0 | 2–3 | 0–0 | 1–1 |
| S.D. Leioa                   | 0–1 | 0–1 | 2–1 | 3–1 | 1–0 | 1–0 | 3–2 | 1–3 | 1–2 | 1–0 | —   | 3–3 | 1–1 | 3–0 | 0–1 | 0–2 | 0–0 | 1–2 | 1–0 | 2–2 |
| U.D. Logroñés                | 1–0 | 1–1 | 2–1 | 1–1 | 3–1 | 2–0 | 1–2 | 3–0 | 5–2 | 0–1 | 2–2 | —   | 1–2 | 3–0 | 2–1 | 3–1 | 2–0 | 1–2 | 2–1 | 3–1 |
| C.D. Mirandés                | 0–0 | 2–1 | 2–1 | 2–1 | 1–1 | 1–1 | 2–0 | 1–0 | 4–3 | 2–0 | 1–2 | 1–0 | —   | 1–0 | 0–1 | 0–2 | 1–0 | 1–0 | 3–2 | 4–2 |
| Peña Sport F.C.              | 2–2 | 3–3 | 1–0 | 0–1 | 1–1 | 2–0 | 2–0 | 0–1 | 0–1 | 3–1 | 1–5 | 1–1 | 1–3 | —   | 1–1 | 1–3 | 0–1 | 1–6 | 1–0 | 1–2 |
| Racing de Santander          | 2–0 | 1–0 | 2–0 | 3–2 | 1–0 | 1–0 | 2–0 | 1–0 | 1–0 | 1–0 | 0–0 | 2–1 | 0–1 | 2–0 | —   | 0–0 | 0–2 | 1–2 | 1–1 | 4–1 |
| Real Sociedad "B"            | 1–0 | 1–0 | 0–0 | 3–1 | 0–3 | 0–1 | 1–0 | 0–1 | 2–0 | 1–0 | 0–0 | 2–0 | 0–1 | 1–1 | 3–0 | —   | 2–0 | 2–1 | 4–3 | 1–0 |
| Real Unión Club              | 3–1 | 2–2 | 1–3 | 1–1 | 1–0 | 1–0 | 2–0 | 5–4 | 1–0 | 3–1 | 1–3 | 1–0 | 0–3 | 0–0 | 1–3 | 0–0 | —   | 1–1 | 1–2 | 1–0 |
| Sporting de Gijón "B"        | 1–1 | 3–2 | 3–1 | 2–0 | 0–0 | 3–1 | 3–1 | 1–0 | 3–1 | 1–1 | 1–0 | 1–0 | 3–1 | 1–1 | 3–1 | 0–1 | 2–1 | —   | 1–1 | 1–0 |
| C.D. Tudelano                | 1–1 | 0–1 | 2–0 | 0–0 | 0–1 | 0–0 | 3–1 | 1–2 | 0–0 | 0–0 | 1–0 | 0–0 | 1–0 | 0–1 | 0–0 | 1–2 | 3–0 | 1–0 | —   | 1–0 |
| C.D. Vitoria                 | 2–1 | 2–2 | 4–0 | 0–0 | 1–0 | 1–2 | 3–1 | 1–0 | 1–1 | 3–0 | 0–1 | 0–0 | 1–2 | 1–1 | 0–0 | 1–0 | 0–1 | 0–0 | 1–1 | —   |

### Grupo III

#### Clasificación
| Pos. | Equipo                      | Pts. | PJ | G  | E  | P  | GF | GC | Dif. | Clasificación                                   |
| ---- | --------------------------- | ---- | -- | -- | -- | -- | -- | -- | ---- | ----------------------------------------------- |
| 1    | R. C. D. Mallorca (A)       | 73   | 38 | 20 | 13 | 5  | 52 | 27 | +25  | Acceso a Promoción de ascenso para campeones    |
| 2    | Villarreal C. F. "B"        | 65   | 38 | 16 | 17 | 5  | 46 | 29 | +17  | Acceso a Promoción de ascenso para no campeones |
| 3    | Elche C. F. (A)             | 63   | 38 | 16 | 15 | 7  | 56 | 32 | +24  | Acceso a Promoción de ascenso para no campeones |
| 4    | U. E. Cornellà              | 60   | 38 | 17 | 9  | 12 | 46 | 39 | +7   | Acceso a Promoción de ascenso para no campeones |
| 5    | Ontinyent C. F.             | 56   | 38 | 15 | 11 | 12 | 30 | 37 | −7   |                                                 |
| 6    | C. D. Ebro                  | 56   | 38 | 14 | 14 | 10 | 35 | 35 | 0    |                                                 |
| 7    | Lleida Esportiu             | 55   | 38 | 14 | 13 | 11 | 37 | 33 | +4   |                                                 |
| 8    | C. F. Badalona              | 55   | 38 | 14 | 13 | 11 | 38 | 36 | +2   |                                                 |
| 9    | C. F. Peralada              | 52   | 38 | 13 | 13 | 12 | 38 | 33 | +5   |                                                 |
| 10   | Hércules C. F.              | 51   | 38 | 11 | 18 | 9  | 39 | 31 | +8   |                                                 |
| 11   | Valencia C. F. Mestalla     | 50   | 38 | 11 | 17 | 10 | 60 | 53 | +7   |                                                 |
| 12   | C. E. Sabadell F. C.        | 49   | 38 | 9  | 22 | 7  | 31 | 29 | +2   |                                                 |
| 13   | C. D. Alcoyano              | 49   | 38 | 11 | 16 | 11 | 32 | 29 | +3   |                                                 |
| 14   | C. D. Atlético Baleares     | 44   | 38 | 10 | 14 | 14 | 33 | 38 | −5   |                                                 |
| 15   | U. E. Olot                  | 43   | 38 | 9  | 16 | 13 | 34 | 38 | −4   |                                                 |
| 16   | U. E. Llagostera (D)        | 42   | 38 | 10 | 12 | 16 | 31 | 41 | −10  | Acceso a Promoción de permanencia               |
| 17   | S. D. Formentera (D)        | 41   | 38 | 9  | 14 | 15 | 25 | 41 | −16  | Descenso a Tercera División                     |
| 18   | Atlético Saguntino (D)      | 40   | 38 | 10 | 10 | 18 | 35 | 46 | −11  | Descenso a Tercera División                     |
| 19   | S. C. R. Peña Deportiva (D) | 36   | 38 | 8  | 12 | 18 | 26 | 41 | −15  | Descenso a Tercera División                     |
| 20   | R. Z. Deportivo Aragón (D)  | 20   | 38 | 3  | 11 | 24 | 33 | 69 | −36  | Descenso a Tercera División                     |

 Fuente: BDFutbol
Criterios de clasificación: Puntos · Enfrentamientos directos · Diferencia de goles · Goles a favor · Play-off

#### Evolución de la clasificación
| Equipo / Jornada | 1  | 2  | 3  | 4  | 5  | 6  | 7  | 8  | 9  | 10 | 11 | 12 | 13 | 14 | 15 | 16 | 17 | 18 | 19 | 20 | 21 | 22 | 23 | 24 | 25 | 26 | 27 | 28 | 29 | 30 | 31 | 32 | 33 | 34 | 35 | 36 | 37 | 38 |
| Equipo / Jornada |    |    |    |    |    |    |    |    |    |    |    |    |    |    |    |    |    |    |    |    |    |    |    |    |    |    |    |    |    |    |    |    |    |    |    |    |    |    |
| ---------------- | -- | -- | -- | -- | -- | -- | -- | -- | -- | -- | -- | -- | -- | -- | -- | -- | -- | -- | -- | -- | -- | -- | -- | -- | -- | -- | -- | -- | -- | -- | -- | -- | -- | -- | -- | -- | -- | -- |
| Mallorca         | 4  | 3  | 3  | 2  | 2  | 1  | 1  | 1  | 1  | 1  | 1  | 1  | 1  | 1  | 1  | 1  | 1  | 1  | 1  | 1  | 1  | 1  | 1  | 1  | 1  | 1  | 1  | 1  | 1  | 1  | 1  | 1  | 1  | 1  | 1  | 1  | 1  | 1  |
| Villarreal "B"   | 3  | 2  | 1  | 3  | 3  | 3  | 3  | 3  | 2  | 2  | 2  | 3  | 3  | 3  | 2  | 2  | 2  | 2  | 2  | 2  | 2  | 2  | 2  | 2  | 2  | 2  | 2  | 2  | 2  | 3  | 2  | 2  | 2  | 2  | 2  | 2  | 3  | 2  |
| Elche            | 13 | 4  | 2  | 1  | 1  | 2  | 2  | 2  | 3  | 4  | 3  | 2  | 2  | 2  | 3  | 3  | 4  | 5  | 4  | 4  | 4  | 3  | 3  | 3  | 3  | 3  | 3  | 3  | 3  | 2  | 3  | 3  | 3  | 3  | 3  | 3  | 2  | 3  |
| Cornellà         | 12 | 14 | 11 | 7  | 4  | 5  | 4  | 5  | 5  | 7  | 12 | 9  | 6  | 8  | 5  | 4  | 3  | 3  | 3  | 3  | 3  | 4  | 4  | 4  | 4  | 4  | 4  | 4  | 4  | 4  | 5  | 5  | 4  | 4  | 4  | 4  | 4  | 4  |
| Ontinyent        | 14 | 6  | 7  | 5  | 8  | 9  | 11 | 13 | 11 | 12 | 9  | 10 | 9  | 5  | 7  | 5  | 5  | 4  | 5  | 5  | 5  | 6  | 5  | 5  | 5  | 6  | 6  | 6  | 7  | 8  | 9  | 8  | 8  | 10 | 9  | 7  | 6  | 5  |
| Ebro             | 16 | 19 | 17 | 15 | 16 | 14 | 13 | 11 | 15 | 13 | 14 | 14 | 13 | 13 | 13 | 13 | 14 | 14 | 14 | 11 | 12 | 12 | 11 | 11 | 10 | 13 | 13 | 11 | 9  | 12 | 12 | 12 | 10 | 8  | 7  | 5  | 5  | 6  |
| Lleida           | 10 | 13 | 6  | 4  | 6  | 7  | 5  | 4  | 4  | 3  | 4  | 4  | 4  | 7  | 11 | 11 | 10 | 12 | 13 | 9  | 8  | 8  | 8  | 6  | 6  | 5  | 5  | 5  | 5  | 5  | 6  | 6  | 6  | 5  | 5  | 8  | 7  | 7  |
| Badalona         | 8  | 17 | 14 | 12 | 13 | 8  | 9  | 7  | 7  | 6  | 11 | 8  | 12 | 11 | 9  | 9  | 12 | 10 | 11 | 14 | 14 | 14 | 13 | 13 | 13 | 11 | 10 | 7  | 6  | 6  | 4  | 4  | 5  | 6  | 6  | 6  | 8  | 8  |
| Peralada         | 19 | 20 | 20 | 20 | 20 | 20 | 18 | 17 | 19 | 17 | 17 | 17 | 17 | 16 | 16 | 16 | 17 | 17 | 17 | 17 | 18 | 18 | 17 | 17 | 15 | 16 | 15 | 15 | 12 | 13 | 11 | 11 | 11 | 11 | 11 | 12 | 11 | 9  |
| Hércules         | 7  | 12 | 5  | 9  | 10 | 15 | 8  | 10 | 8  | 9  | 5  | 7  | 5  | 4  | 4  | 6  | 6  | 6  | 6  | 6  | 7  | 7  | 7  | 9  | 9  | 7  | 8  | 10 | 8  | 9  | 8  | 9  | 9  | 7  | 8  | 9  | 9  | 10 |
| V.Mestalla       | 1  | 1  | 4  | 8  | 5  | 4  | 6  | 6  | 6  | 8  | 10 | 6  | 11 | 12 | 12 | 12 | 11 | 9  | 10 | 10 | 11 | 11 | 12 | 12 | 11 | 9  | 7  | 8  | 10 | 7  | 7  | 7  | 7  | 9  | 10 | 11 | 10 | 11 |
| Sabadell         | 11 | 5  | 10 | 11 | 12 | 11 | 10 | 8  | 9  | 10 | 6  | 5  | 8  | 10 | 8  | 8  | 7  | 8  | 8  | 8  | 9  | 10 | 10 | 10 | 12 | 12 | 11 | 12 | 13 | 10 | 10 | 10 | 12 | 12 | 12 | 10 | 12 | 12 |
| Alcoyano         | 2  | 7  | 9  | 10 | 11 | 12 | 15 | 15 | 12 | 11 | 7  | 12 | 10 | 6  | 10 | 10 | 9  | 11 | 12 | 13 | 10 | 9  | 9  | 8  | 8  | 10 | 12 | 13 | 14 | 14 | 14 | 14 | 13 | 13 | 13 | 13 | 13 | 13 |
| At.Baleares      | 17 | 8  | 8  | 6  | 7  | 6  | 7  | 9  | 10 | 5  | 8  | 13 | 14 | 15 | 15 | 15 | 16 | 16 | 16 | 16 | 16 | 17 | 18 | 18 | 18 | 19 | 18 | 19 | 18 | 19 | 19 | 19 | 18 | 16 | 17 | 16 | 16 | 14 |
| Olot             | 9  | 16 | 18 | 18 | 18 | 17 | 17 | 14 | 16 | 18 | 18 | 19 | 19 | 18 | 18 | 18 | 18 | 18 | 18 | 18 | 17 | 16 | 14 | 15 | 16 | 14 | 14 | 14 | 15 | 15 | 15 | 15 | 15 | 14 | 15 | 14 | 14 | 15 |
| Llagostera       | 18 | 10 | 15 | 14 | 15 | 18 | 19 | 19 | 17 | 14 | 16 | 16 | 16 | 17 | 17 | 17 | 15 | 15 | 15 | 15 | 15 | 15 | 15 | 14 | 14 | 15 | 17 | 17 | 16 | 16 | 17 | 17 | 16 | 17 | 14 | 15 | 15 | 16 |
| Formentera       | 6  | 11 | 13 | 16 | 9  | 10 | 14 | 12 | 14 | 16 | 15 | 15 | 15 | 14 | 14 | 14 | 13 | 13 | 9  | 12 | 13 | 13 | 16 | 16 | 17 | 17 | 16 | 16 | 17 | 17 | 16 | 16 | 17 | 18 | 18 | 18 | 17 | 17 |
| At.Saguntino     | 5  | 9  | 12 | 13 | 14 | 13 | 12 | 16 | 13 | 15 | 13 | 11 | 7  | 9  | 6  | 7  | 8  | 7  | 7  | 7  | 6  | 5  | 6  | 7  | 6  | 8  | 9  | 9  | 11 | 11 | 13 | 13 | 14 | 15 | 16 | 17 | 18 | 18 |
| Peña Dep.        | 15 | 18 | 16 | 17 | 17 | 16 | 16 | 18 | 18 | 19 | 19 | 18 | 18 | 19 | 19 | 19 | 19 | 19 | 19 | 19 | 19 | 19 | 19 | 19 | 19 | 18 | 19 | 18 | 19 | 18 | 18 | 18 | 19 | 19 | 19 | 19 | 19 | 19 |
| Dep.Aragón       | 20 | 15 | 19 | 19 | 19 | 19 | 20 | 20 | 20 | 20 | 20 | 20 | 20 | 20 | 20 | 20 | 20 | 20 | 20 | 20 | 20 | 20 | 20 | 20 | 20 | 20 | 20 | 20 | 20 | 20 | 20 | 20 | 20 | 20 | 20 | 20 | 20 | 20 |

#### Resultados
| Local \ Visitante         | Alc | AtB | AtS | Bad | Cor | Dep | Ebr | Elc | For | Her | Lla | Lle | Mal | Olo | Ont | Peñ | Per | Sab | Val | Vil |
| ------------------------- | --- | --- | --- | --- | --- | --- | --- | --- | --- | --- | --- | --- | --- | --- | --- | --- | --- | --- | --- | --- |
| C.D. Alcoyano             | —   | 0–0 | 3–1 | 2–1 | 1–2 | 3–2 | 0–1 | 1–1 | 0–0 | 1–1 | 0–1 | 1–1 | 0–2 | 3–1 | 0–0 | 3–0 | 0–2 | 0–0 | 0–1 | 1–1 |
| C.D. Atlético Baleares    | 1–0 | —   | 2–2 | 0–0 | 1–2 | 2–0 | 3–1 | 1–1 | 1–0 | 1–0 | 0–1 | 1–1 | 0–0 | 1–1 | 3–1 | 0–0 | 0–0 | 1–1 | 1–1 | 0–1 |
| Atlético Saguntino        | 1–0 | 0–1 | —   | 1–2 | 0–1 | 2–1 | 1–0 | 1–1 | 0–0 | 0–1 | 1–1 | 1–0 | 1–2 | 1–1 | 1–2 | 2–0 | 0–1 | 1–1 | 2–3 | 1–1 |
| C.F. Badalona             | 0–0 | 3–0 | 0–0 | —   | 1–0 | 5–2 | 1–2 | 1–3 | 1–1 | 0–0 | 1–0 | 1–1 | 1–1 | 1–0 | 1–0 | 4–1 | 1–0 | 1–0 | 2–0 | 0–0 |
| U.E. Cornellà             | 0–1 | 1–0 | 1–2 | 1–0 | —   | 2–1 | 2–0 | 0–1 | 4–1 | 1–0 | 0–1 | 1–0 | 3–1 | 0–1 | 1–0 | 1–0 | 0–2 | 3–0 | 2–2 | 3–0 |
| R.Z. Deportivo Aragón     | 0–2 | 1–2 | 1–0 | 0–1 | 0–0 | —   | 0–0 | 0–4 | 2–1 | 0–3 | 0–1 | 1–2 | 0–1 | 0–2 | 1–1 | 0–1 | 1–1 | 1–1 | 0–2 | 1–4 |
| C.D. Ebro                 | 0–0 | 2–1 | 2–2 | 2–2 | 2–1 | 2–0 | —   | 1–1 | 0–1 | 1–0 | 0–0 | 1–1 | 0–2 | 2–1 | 0–2 | 2–1 | 0–0 | 1–0 | 1–0 | 2–2 |
| Elche C.F.                | 0–2 | 3–3 | 1–0 | 5–1 | 3–0 | 5–1 | 2–1 | —   | 0–1 | 1–1 | 2–0 | 2–0 | 0–0 | 2–1 | 1–0 | 2–0 | 4–1 | 0–1 | 2–2 | 0–0 |
| S.D. Formentera           | 0–0 | 0–2 | 0–1 | 2–1 | 1–1 | 2–1 | 0–0 | 0–1 | —   | 1–1 | 0–2 | 1–0 | 1–1 | 1–1 | 1–2 | 0–1 | 1–0 | 1–3 | 1–1 | 0–0 |
| Hércules de Alicante C.F. | 1–2 | 2–1 | 1–2 | 1–1 | 1–1 | 3–1 | 0–0 | 0–0 | 1–0 | —   | 2–2 | 0–0 | 1–1 | 1–1 | 1–1 | 1–0 | 3–2 | 2–0 | 4–0 | 0–0 |
| U.E. Llagostera           | 0–1 | 1–0 | 1–0 | 1–2 | 1–1 | 2–2 | 1–2 | 2–1 | 0–1 | 0–1 | —   | 2–3 | 0–0 | 2–1 | 1–2 | 0–0 | 0–0 | 0–2 | 2–2 | 2–2 |
| Club Lleida Esportiu      | 1–0 | 1–0 | 0–1 | 2–0 | 4–2 | 1–1 | 1–0 | 1–1 | 0–1 | 0–0 | 1–0 | —   | 0–2 | 1–0 | 4–0 | 2–1 | 1–1 | 0–0 | 3–2 | 0–0 |
| R.C.D. Mallorca           | 1–0 | 3–2 | 3–2 | 3–1 | 3–0 | 2–2 | 0–1 | 2–0 | 1–1 | 1–1 | 4–0 | 3–2 | —   | 3–1 | 1–0 | 1–0 | 0–0 | 0–0 | 2–1 | 1–0 |
| U.E. Olot                 | 1–1 | 1–0 | 2–0 | 2–0 | 1–3 | 1–1 | 0–0 | 2–2 | 0–0 | 1–1 | 1–2 | 2–1 | 0–0 | —   | 2–0 | 1–1 | 0–0 | 0–2 | 1–0 | 0–0 |
| Ontinyent C.F.            | 0–0 | 0–0 | 1–0 | 1–0 | 0–0 | 0–5 | 2–1 | 1–0 | 3–0 | 1–0 | 1–0 | 0–1 | 0–1 | 1–0 | —   | 1–0 | 1–0 | 0–0 | 1–1 | 0–1 |
| S.C.R. Peña Deportiva     | 0–0 | 2–0 | 3–1 | 0–1 | 1–1 | 2–2 | 1–1 | 0–1 | 0–1 | 1–0 | 1–1 | 0–0 | 2–1 | 1–0 | 0–1 | —   | 0–1 | 1–1 | 1–0 | 0–1 |
| C.F. Peralada             | 0–0 | 0–0 | 0–2 | 2–0 | 1–2 | 2–1 | 1–2 | 1–0 | 3–0 | 2–0 | 1–0 | 0–1 | 0–1 | 0–0 | 0–0 | 2–0 | —   | 3–2 | 2–2 | 1–2 |
| C.E. Sabadell F.C.        | 2–0 | 1–0 | 0–0 | 0–0 | 0–0 | 1–0 | 0–0 | 0–0 | 1–1 | 1–1 | 2–1 | 0–0 | 1–0 | 1–2 | 2–2 | 1–1 | 2–2 | —   | 1–1 | 1–1 |
| Valencia C.F. Mestalla    | 3–3 | 1–2 | 4–1 | 0–0 | 3–3 | 1–1 | 1–2 | 3–3 | 2–0 | 1–2 | 1–0 | 3–0 | 2–1 | 1–1 | 2–2 | 1–1 | 4–1 | 2–0 | —   | 2–0 |
| Villarreal C.F. "B"       | 0–1 | 3–0 | 2–1 | 0–0 | 2–0 | 2–0 | 2–0 | 0–0 | 3–2 | 2–1 | 0–0 | 1–0 | 1–1 | 2–1 | 5–0 | 3–2 | 0–3 | 0–0 | 2–2 | —   |

### Grupo IV

#### Clasificación
| Pos. | Equipo                     | Pts. | PJ | G  | E  | P  | GF | GC | Dif. | Clasificación                                   |
| ---- | -------------------------- | ---- | -- | -- | -- | -- | -- | -- | ---- | ----------------------------------------------- |
| 1    | F. C. Cartagena            | 74   | 39 | 21 | 11 | 7  | 51 | 33 | +18  | Acceso a Promoción de ascenso para campeones    |
| 2    | Marbella F. C.             | 70   | 38 | 20 | 10 | 8  | 49 | 27 | +22  | Acceso a Promoción de ascenso para no campeones |
| 3    | Real Murcia C. F.          | 65   | 38 | 18 | 11 | 9  | 49 | 33 | +16  | Acceso a Promoción de ascenso para no campeones |
| 4    | Extremadura U. D. (A)      | 60   | 38 | 17 | 9  | 12 | 59 | 38 | +21  | Acceso a Promoción de ascenso para no campeones |
| 5    | U. D. Melilla              | 60   | 38 | 17 | 9  | 12 | 43 | 24 | +19  |                                                 |
| 6    | C. F. Villanovense         | 54   | 38 | 14 | 12 | 12 | 29 | 33 | −4   |                                                 |
| 7    | UCAM Murcia C. F.          | 52   | 38 | 13 | 13 | 12 | 38 | 42 | −4   |                                                 |
| 8    | Granada C. F. "B"          | 51   | 38 | 13 | 12 | 13 | 34 | 35 | −1   |                                                 |
| 9    | San Fernando C. D.         | 49   | 38 | 12 | 13 | 13 | 47 | 46 | +1   |                                                 |
| 10   | C. D. El Ejido 2012        | 49   | 38 | 12 | 13 | 13 | 54 | 55 | −1   |                                                 |
| 11   | R. B. Linense              | 48   | 38 | 11 | 15 | 12 | 44 | 37 | +7   |                                                 |
| 12   | C. D. Badajoz              | 48   | 38 | 12 | 12 | 14 | 46 | 44 | +2   |                                                 |
| 13   | F. C. Jumilla              | 47   | 38 | 11 | 14 | 13 | 30 | 42 | −12  |                                                 |
| 14   | Las Palmas Atlético        | 47   | 38 | 12 | 11 | 15 | 45 | 44 | +1   |                                                 |
| 15   | R. C. Recreativo de Huelva | 47   | 38 | 12 | 11 | 15 | 33 | 36 | −3   |                                                 |
| 16   | A. D. Mérida (D)           | 46   | 38 | 11 | 13 | 14 | 34 | 42 | −8   | Acceso a Promoción de permanencia               |
| 17   | Écija Balompié (D)         | 45   | 38 | 11 | 12 | 15 | 38 | 56 | −18  | Descenso a Tercera División                     |
| 18   | Córdoba C. F. "B" (D)      | 43   | 38 | 11 | 10 | 17 | 40 | 51 | −11  | Descenso a Tercera División                     |
| 19   | Betis Deportivo (D)        | 40   | 38 | 9  | 13 | 16 | 47 | 61 | −14  | Descenso a Tercera División                     |
| 20   | C. F. Lorca Deportiva (D)  | 32   | 38 | 8  | 8  | 22 | 33 | 64 | −31  | Descenso a Tercera División                     |

 Fuente: BDFutbol
Criterios de clasificación: Puntos · Enfrentamientos directos · Diferencia de goles · Goles a favor · Play-off

#### Evolución de la clasificación
| Equipo / Jornada | 1  | 2  | 3  | 4  | 5  | 6  | 7  | 8  | 9  | 10 | 11 | 12 | 13 | 14 | 15 | 16 | 17 | 18 | 19 | 20 | 21 | 22 | 23 | 24 | 25 | 26 | 27 | 28 | 29 | 30 | 31 | 32 | 33 | 34 | 35 | 36 | 37 | 38 |
| Equipo / Jornada |    |    |    |    |    |    |    |    |    |    |    |    |    |    |    |    |    |    |    |    |    |    |    |    |    |    |    |    |    |    |    |    |    |    |    |    |    |    |
| ---------------- | -- | -- | -- | -- | -- | -- | -- | -- | -- | -- | -- | -- | -- | -- | -- | -- | -- | -- | -- | -- | -- | -- | -- | -- | -- | -- | -- | -- | -- | -- | -- | -- | -- | -- | -- | -- | -- | -- |
| Cartagena        | 4  | 5  | 4  | 2  | 4  | 6  | 7  | 10 | 7  | 3  | 5  | 1  | 1  | 2  | 1  | 1  | 1  | 1  | 1  | 1  | 1  | 1  | 1  | 1  | 1  | 1  | 2  | 2  | 2  | 2  | 2  | 2  | 2  | 2  | 1  | 1  | 1  | 1  |
| Marbella         | 3  | 4  | 11 | 7  | 11 | 9  | 9  | 8  | 9  | 10 | 9  | 9  | 7  | 3  | 4  | 2  | 2  | 3  | 3  | 4  | 3  | 3  | 2  | 2  | 2  | 2  | 1  | 1  | 1  | 1  | 1  | 1  | 1  | 1  | 2  | 2  | 2  | 2  |
| Murcia           | 16 | 16 | 7  | 10 | 13 | 13 | 13 | 16 | 13 | 16 | 12 | 11 | 9  | 11 | 7  | 5  | 6  | 6  | 5  | 5  | 5  | 4  | 4  | 5  | 4  | 4  | 4  | 4  | 4  | 3  | 3  | 3  | 3  | 3  | 3  | 3  | 3  | 3  |
| Extremadura      | 5  | 6  | 3  | 6  | 6  | 7  | 3  | 7  | 8  | 4  | 2  | 2  | 2  | 1  | 2  | 3  | 3  | 2  | 2  | 2  | 2  | 2  | 3  | 3  | 3  | 3  | 3  | 3  | 3  | 4  | 4  | 4  | 4  | 4  | 4  | 6  | 4  | 4  |
| Melilla          | 9  | 7  | 10 | 12 | 7  | 5  | 6  | 3  | 6  | 2  | 6  | 6  | 4  | 5  | 8  | 12 | 13 | 8  | 6  | 8  | 6  | 6  | 5  | 4  | 5  | 8  | 7  | 7  | 5  | 5  | 5  | 5  | 5  | 5  | 5  | 5  | 5  | 5  |
| Villanovense     | 2  | 8  | 12 | 8  | 9  | 10 | 11 | 9  | 10 | 9  | 11 | 10 | 13 | 10 | 14 | 8  | 9  | 10 | 12 | 11 | 14 | 13 | 14 | 10 | 13 | 10 | 9  | 9  | 9  | 7  | 7  | 7  | 8  | 7  | 6  | 4  | 6  | 6  |
| UCAM             | 7  | 2  | 1  | 5  | 3  | 3  | 5  | 2  | 3  | 5  | 3  | 4  | 5  | 7  | 6  | 9  | 5  | 4  | 4  | 3  | 4  | 5  | 7  | 6  | 8  | 5  | 5  | 5  | 6  | 6  | 6  | 6  | 6  | 9  | 9  | 10 | 7  | 7  |
| Granada "B"      | 17 | 9  | 6  | 4  | 2  | 2  | 4  | 1  | 2  | 6  | 7  | 8  | 6  | 6  | 5  | 4  | 4  | 5  | 7  | 9  | 7  | 7  | 6  | 7  | 7  | 6  | 6  | 6  | 7  | 8  | 8  | 8  | 7  | 6  | 8  | 9  | 8  | 8  |
| S.Fernando       | 20 | 20 | 19 | 19 | 20 | 19 | 17 | 15 | 17 | 14 | 17 | 13 | 11 | 8  | 9  | 13 | 12 | 13 | 16 | 14 | 10 | 9  | 10 | 11 | 10 | 11 | 12 | 13 | 14 | 10 | 12 | 11 | 11 | 10 | 10 | 7  | 9  | 9  |
| El Ejido         | 13 | 12 | 17 | 16 | 17 | 14 | 15 | 14 | 14 | 17 | 13 | 14 | 12 | 14 | 12 | 14 | 14 | 14 | 8  | 6  | 8  | 11 | 13 | 13 | 9  | 9  | 13 | 14 | 13 | 15 | 11 | 10 | 9  | 8  | 7  | 8  | 10 | 10 |
| Linense          | 8  | 3  | 2  | 1  | 5  | 4  | 2  | 5  | 4  | 7  | 4  | 5  | 8  | 9  | 11 | 6  | 7  | 7  | 9  | 7  | 9  | 8  | 8  | 8  | 6  | 7  | 8  | 8  | 8  | 9  | 9  | 9  | 10 | 11 | 12 | 15 | 13 | 11 |
| Badajoz          | 11 | 15 | 15 | 15 | 16 | 16 | 16 | 17 | 16 | 13 | 16 | 15 | 15 | 16 | 15 | 17 | 17 | 16 | 15 | 16 | 11 | 14 | 11 | 12 | 12 | 14 | 11 | 12 | 11 | 13 | 10 | 13 | 12 | 13 | 15 | 12 | 14 | 12 |
| Jumilla          | 12 | 18 | 18 | 18 | 18 | 18 | 18 | 18 | 18 | 18 | 18 | 18 | 18 | 18 | 18 | 18 | 18 | 18 | 17 | 17 | 18 | 17 | 17 | 18 | 17 | 17 | 18 | 18 | 16 | 16 | 17 | 18 | 18 | 18 | 17 | 17 | 15 | 13 |
| Las Palmas At.   | 10 | 14 | 9  | 14 | 15 | 17 | 19 | 19 | 19 | 20 | 20 | 20 | 20 | 20 | 20 | 20 | 20 | 19 | 19 | 19 | 19 | 19 | 19 | 19 | 19 | 19 | 17 | 16 | 17 | 17 | 18 | 17 | 17 | 16 | 16 | 13 | 12 | 14 |
| Recreativo       | 14 | 13 | 14 | 11 | 12 | 11 | 12 | 11 | 11 | 11 | 15 | 17 | 16 | 13 | 13 | 7  | 8  | 9  | 10 | 12 | 12 | 10 | 12 | 14 | 15 | 12 | 14 | 11 | 12 | 14 | 15 | 15 | 14 | 15 | 13 | 11 | 11 | 15 |
| Mérida           | 18 | 11 | 13 | 9  | 8  | 8  | 8  | 6  | 5  | 8  | 8  | 7  | 10 | 12 | 10 | 11 | 10 | 12 | 11 | 10 | 13 | 15 | 15 | 15 | 14 | 15 | 15 | 15 | 15 | 11 | 13 | 12 | 15 | 12 | 14 | 16 | 17 | 16 |
| Écija            | 6  | 1  | 5  | 3  | 1  | 1  | 1  | 4  | 1  | 1  | 1  | 3  | 3  | 4  | 3  | 10 | 11 | 11 | 13 | 13 | 15 | 12 | 9  | 9  | 11 | 13 | 10 | 10 | 10 | 12 | 14 | 14 | 13 | 14 | 11 | 14 | 16 | 17 |
| Córdoba "B"      | 15 | 17 | 16 | 17 | 14 | 15 | 14 | 12 | 15 | 15 | 10 | 12 | 14 | 15 | 16 | 15 | 15 | 15 | 14 | 15 | 16 | 16 | 18 | 16 | 18 | 18 | 16 | 17 | 18 | 18 | 16 | 16 | 16 | 17 | 18 | 18 | 18 | 18 |
| Betis Dep.       | 1  | 10 | 8  | 13 | 10 | 12 | 10 | 13 | 12 | 12 | 14 | 16 | 17 | 17 | 17 | 16 | 16 | 17 | 18 | 18 | 17 | 18 | 16 | 17 | 16 | 16 | 19 | 19 | 19 | 20 | 20 | 19 | 19 | 19 | 19 | 19 | 19 | 19 |
| Lorca Dep.       | 19 | 19 | 20 | 20 | 19 | 20 | 20 | 20 | 20 | 19 | 19 | 19 | 19 | 19 | 19 | 19 | 19 | 20 | 20 | 20 | 20 | 20 | 20 | 20 | 20 | 20 | 20 | 20 | 20 | 19 | 19 | 20 | 20 | 20 | 20 | 20 | 20 | 20 |

#### Resultados
| Local \ Visitante         | Bad | Bet | Car | Cor | Eci | Eji | Ext | Gra | Jum | Las | Lin | Lor | Mar | Mel | Mer | Mur | Rec | San | UCA | Vil |
| ------------------------- | --- | --- | --- | --- | --- | --- | --- | --- | --- | --- | --- | --- | --- | --- | --- | --- | --- | --- | --- | --- |
| C.D. Badajoz              | —   | 4–1 | 0–0 | 3–0 | 3–0 | 3–0 | 1–0 | 1–0 | 2–0 | 3–1 | 1–1 | 1–0 | 1–1 | 0–2 | 4–2 | 2–3 | 1–1 | 2–2 | 0–0 | 1–1 |
| Betis Deportivo           | 3–1 | —   | 1–2 | 4–0 | 3–3 | 2–0 | 0–4 | 1–2 | 3–3 | 0–0 | 3–2 | 4–1 | 1–1 | 1–1 | 0–0 | 0–0 | 2–0 | 2–2 | 1–0 | 1–2 |
| F.C. Cartagena            | 1–0 | 1–4 | —   | 0–0 | 0–0 | 3–0 | 3–2 | 1–1 | 3–0 | 1–1 | 1–0 | 2–0 | 0–1 | 2–1 | 0–0 | 2–1 | 3–2 | 3–1 | 3–2 | 0–0 |
| Córdoba C.F. "B"          | 1–1 | 0–0 | 0–1 | —   | 2–1 | 0–1 | 3–4 | 0–1 | 2–2 | 2–1 | 1–1 | 1–1 | 0–0 | 2–0 | 1–2 | 4–3 | 0–1 | 0–3 | 1–0 | 2–0 |
| Écija Balompié            | 2–1 | 2–1 | 0–1 | 3–3 | —   | 2–1 | 1–1 | 3–1 | 0–2 | 0–3 | 1–1 | 2–0 | 1–0 | 2–1 | 0–0 | 1–2 | 0–0 | 1–1 | 1–1 | 2–1 |
| C.D. El Ejido 2012        | 1–1 | 2–2 | 3–3 | 2–0 | 1–0 | —   | 1–3 | 0–2 | 5–0 | 4–3 | 2–2 | 5–1 | 1–1 | 1–0 | 1–0 | 0–2 | 0–1 | 1–1 | 3–0 | 4–1 |
| Extremadura U.D.          | 5–2 | 5–0 | 1–1 | 2–1 | 4–0 | 2–2 | —   | 1–0 | 1–0 | 1–1 | 0–2 | 0–2 | 3–0 | 1–0 | 3–0 | 0–1 | 1–0 | 1–0 | 3–2 | 0–1 |
| Granada C.F. "B"          | 0–0 | 0–0 | 0–1 | 1–0 | 3–1 | 0–0 | 1–0 | —   | 1–1 | 1–0 | 1–1 | 1–1 | 1–0 | 0–2 | 1–0 | 1–2 | 0–1 | 0–0 | 0–1 | 3–1 |
| F.C. Jumilla              | 1–0 | 2–2 | 0–1 | 1–0 | 0–0 | 0–0 | 1–1 | 1–1 | —   | 1–0 | 1–0 | 2–0 | 1–1 | 0–2 | 1–1 | 0–0 | 1–0 | 0–0 | 1–2 | 0–0 |
| Las Palmas Atlético       | 2–0 | 0–0 | 1–1 | 0–1 | 3–1 | 1–1 | 1–0 | 2–1 | 1–2 | —   | 2–3 | 4–1 | 0–0 | 1–1 | 2–0 | 0–1 | 2–1 | 0–1 | 2–0 | 2–1 |
| R.B. Linense              | 2–0 | 4–1 | 0–0 | 0–1 | 0–1 | 2–0 | 2–0 | 3–3 | 1–1 | 1–3 | —   | 2–0 | 0–1 | 2–2 | 2–0 | 1–2 | 2–0 | 0–0 | 0–0 | 0–0 |
| C.F. Lorca Deportiva      | 1–4 | 3–1 | 1–2 | 0–6 | 0–1 | 0–2 | 1–1 | 0–1 | 1–2 | 3–2 | 0–2 | —   | 0–0 | 0–0 | 4–0 | 0–2 | 1–1 | 2–4 | 1–0 | 0–0 |
| Marbella F.C.             | 0–1 | 1–0 | 1–0 | 4–1 | 3–0 | 2–0 | 1–1 | 3–0 | 2–0 | 2–1 | 1–0 | 2–1 | —   | 1–0 | 2–0 | 1–1 | 2–0 | 1–0 | 1–2 | 1–0 |
| U.D. Melilla              | 0–0 | 4–0 | 2–0 | 3–0 | 1–1 | 2–0 | 0–0 | 1–0 | 1–0 | 0–1 | 1–0 | 1–2 | 1–2 | —   | 0–1 | 0–0 | 1–0 | 2–0 | 1–0 | 3–0 |
| A.D. Mérida               | 3–0 | 3–1 | 2–1 | 0–0 | 2–0 | 2–2 | 0–2 | 0–2 | 1–0 | 4–0 | 2–0 | 0–2 | 2–2 | 2–1 | —   | 0–0 | 0–0 | 2–1 | 1–1 | 0–1 |
| Real Murcia C.F.          | 1–0 | 0–1 | 2–1 | 0–2 | 0–1 | 4–1 | 3–2 | 2–0 | 1–0 | 2–0 | 0–2 | 0–0 | 3–0 | 0–1 | 1–1 | —   | 0–0 | 2–1 | 1–2 | 2–0 |
| R.C. Recreativo de Huelva | 2–0 | 1–0 | 2–3 | 2–0 | 3–1 | 1–1 | 2–1 | 0–0 | 1–2 | 1–1 | 1–1 | 1–2 | 1–0 | 0–2 | 2–0 | 1–1 | —   | 2–1 | 0–1 | 0–0 |
| San Fernando C.D.         | 2–1 | 2–0 | 0–2 | 1–1 | 2–1 | 4–2 | 1–1 | 2–2 | 3–0 | 0–0 | 2–0 | 3–1 | 1–3 | 0–2 | 1–0 | 3–2 | 0–1 | —   | 1–1 | 0–3 |
| UCAM Murcia C.F.          | 1–1 | 2–1 | 0–2 | 2–1 | 2–2 | 1–1 | 0–2 | 2–0 | 0–1 | 2–1 | 1–1 | 1–0 | 2–1 | 1–1 | 1–1 | 1–1 | 2–1 | 2–1 | —   | 0–0 |
| C.F. Villanovense         | 1–0 | 1–0 | 1–0 | 0–1 | 3–0 | 1–3 | 1–0 | 0–2 | 2–0 | 0–0 | 1–1 | 1–0 | 0–4 | 1–0 | 0–0 | 1–1 | 1–0 | 0–0 | 2–0 | —   |

## Promoción de ascenso a Segunda División
- Se clasifican los siguientes equipos a la promoción de ascenso:

| Pos                                              | Grupo I               | Grupo II              | Grupo III           | Grupo IV         |
| ------------------------------------------------ | --------------------- | --------------------- | ------------------- | ---------------- |
| 1º                                               | C.F. Rayo Majadahonda | C.D. Mirandés         | R.C.D. Mallorca     | F.C. Cartagena   |
| 2º                                               | R.C. Deportivo Fabril | Sporting de Gijón "B" | Villarreal C.F. "B" | Marbella F.C.    |
| 3º                                               | C.F. Fuenlabrada      | Real Sociedad "B"     | Elche C. F.         | Real Murcia C.F. |
| 4º                                               | R.C Celta de Vigo "B" | Bilbao Athletic       | U.E. Cornellá       | Extremadura U.D. |
| En negrita equipos que suben a Segunda División. |                       |                       |                     |                  |

## Promoción de permanencia
- Se clasifican los siguientes equipos a la promoción de permanencia:

| Coruxo F.C.                                           | C.D. Izarra | U.E. Llagostera | Mérida A.D. |
| En negrita equipos que descienden a Tercera División. |             |                 |             |

## Resumen
Ascienden a Segunda división:
| - Elche Club de Fútbol | - Extremadura Unión Deportiva | - Real Club Deportivo Mallorca | - Club de Fútbol Rayo Majadahonda |

Descienden a Tercera división: 
| Grupo I - Club Deportivo Toledo - Racing Club de Ferrol - Gimnástica Segoviana Club de Fútbol - Centro Cultural y Deportivo Cerceda | Grupo II - Peña Sport Fútbol Club - Club Deportivo Lealtad de Villaviciosa - Club Atlético Osasuna "B" - Caudal Deportivo | Grupo III - Unió Esportiva Llagostera - Sociedad Deportiva Formentera - Atlético Saguntino - Sociedad Cultural y Recreativa Peña Deportiva - Real Zaragoza Deportivo Aragón | Grupo IV - Mérida Asociación Deportiva - Écija Balompié - Córdoba Club de Fútbol "B" - Betis Deportivo Balompié - Club de Fútbol Lorca Deportiva |

Campeón de Segunda División B:
| - Real Club Deportivo Mallorca |

## Copa del Rey
Los cinco primeros clasificados de cada grupo, exceptuando a los filiales, y los cuatro siguientes equipos con mejor puntuación en todos los grupos se clasifican para la siguiente edición de la Copa del Rey. La plaza de los filiales la ocupan los siguientes equipos mejor clasificados.